# Транспорт Жмеринки

Жмеринка. Карта транспорту

## Залізничний транспорт
У місті розташований другий за розміром в області Жмеринський залізничний вузол, зокрема станції Жмеринка-Пасажирська, Жмеринка-Подільська, та зупинний пункт Садова. Залізницею налагоджено:
- Приміський рух до:
  - Козятина (через Вінницю);
  - Могилів-Подільського;
  - Вапнярки;
  - Гречан (Хмельницького).
- Регіональний рух до Києва через Фастів I за допомогою регіонального електропоїзду № 828/827 Київ — Жмеринка — Рахни та регіонального експресу № 851/852 Київ — Жмеринка.
- Пасажирські поїзди далекого сполучення:
  - Національне сполучення дозволяє дістатись із Жмеринки до численних інших міст України:
    - Київський напрямок. До Києва, Ковеля, Харкова, Житомира, Чернігова, Вінниці та інших міст можна дістатись поїздами, що прямують у київському напрямку, введеного в експлуатацію з 1865 року.
    - Одеський напрямок. До Одеси, Херсона, Черкас, Новоолексіївки, Кременчука і багатьох південних міст України дозволяє дістатись одеський напрямок, побудований у 1865 році.
    - Львівський напрямок. До таких міст, як Львів, Хмельницький, Івано-Франківськ, Чернівці, Трускавець, Ужгород та Кам'янець-Подільський без пересадки можна дістатись завдяки львівському напрямку, що став до ладу у 1871 році.
    - Могилів-Подільський напрямок. До туристичного містечка Могилів-Подільський, що неподалік від Жмеринки, є пряме сполучення дизель-поїздами та швидкісним регіональним експресом, що курсують могилів-подільським напрямком, який відкритий у 1892 році.

  - Міжнародне сполучення дозволяло жмеринчанам (з березня 2020 року, через поширення захворювань на COVID-19, припинено), скористатись поїздами і доїхати до:
    - Мінська (поїзди № 94/93 Одеса — Мінськ, з потягом № 362/361 безпересадковий вагон Кишинів — Мінськ);
    - Гродно (поїзд № 94/610 безпересадковий вагон Одеса — Гродно);
    - Москви (поїзди № 24/23 «Одеса» Одеса — Москва, № 48/47 «Молдова» Кишинів — Москва, № 66/65 Кишинів — Москва);
    - Санкт-Петербурга (поїзд № 362/361 Кишинів — Санкт-Петербург);
    - Кишинева (поїзди № 48/47 «Молдова» Кишинів — Москва, № 362/361 Кишинів — Санкт-Петербург, № 66/65 Кишинів — Москва, № 342/341 Кишинів — Москва).

## Автотранспорт

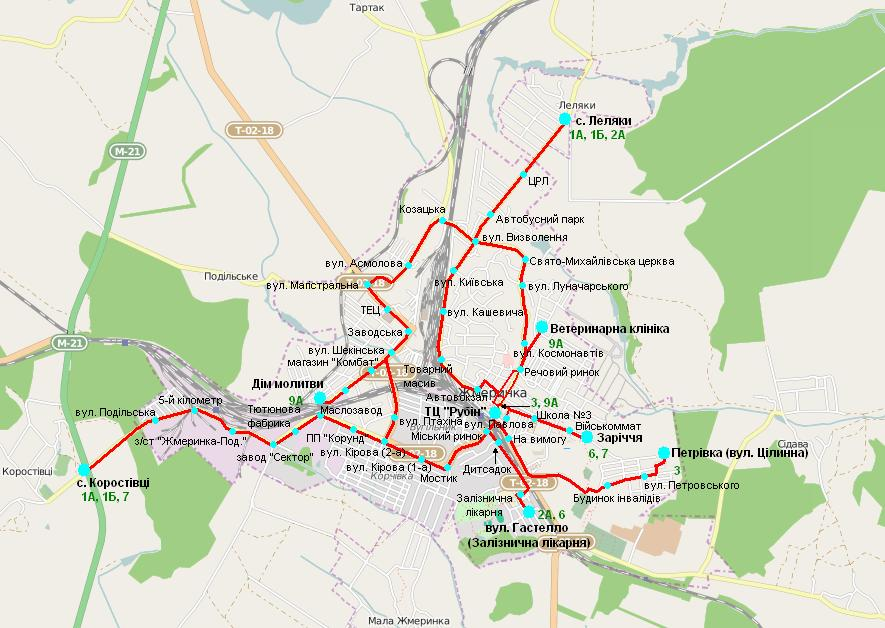
Жмеринка. Автобус

Містом пролягають автошляхи Т 0218, М21 і E583. Основна траса пролягає вулицями Шекінською, Кірова та Київською.

### Міське сполучення
- Міське сполучення — обслуговується ~47 автобусів та 7 автобусними маршрутами:
  - 1А Леляки — Коростівці (через центр міста)
  - 1Б Леляки — Коростівці (через Велику Жмеринку)
  - 2А Леляки — Залізнична лікарня
  - 3 ТЦ «Рубін» — Петрівка (вул. Цілинна)
  - 6 Заріччя — Залізнична лікарня
  - 7 Заріччя — Коростівці
  - 9А ТЦ «Рубін» — Дім молитви (вул. Шекінська)/

### Приміське сполучення

Жмеринська приміська автостанція

Схема міжміських та приміських шляхів сполучення по автостанції Жмеринка-1

- Близько 40 машин та 15 маршрутів у приміському сполученні курсують з автостанції № 1 (неподалік від залізничного вокзалу)
  - Щучинці
  - Мовчани, Пасинки
  - Гута-Мовчанська ч/з Кацмазів
  - Потоки
  - Телелинці
  - Лисогірка ч/з Почапинці, Зоринці, Новоселицю
  - Дубова
  - Курилівці
  - Станіславчик
  - Вознівці, Тарасівка
  - Джурин
  - Слобода-Чернятинська
  - Кудіївці
  - Олексіївка
  - Носківці
  - Сідава
  - Токарівка
  - Мартинівка
  - Мала Жмеринка

- Автостанція № 2 розташована на вулиці Пушкіна, від якої здійснюються пасажирські перевезення на Шаргород.

## Галерея

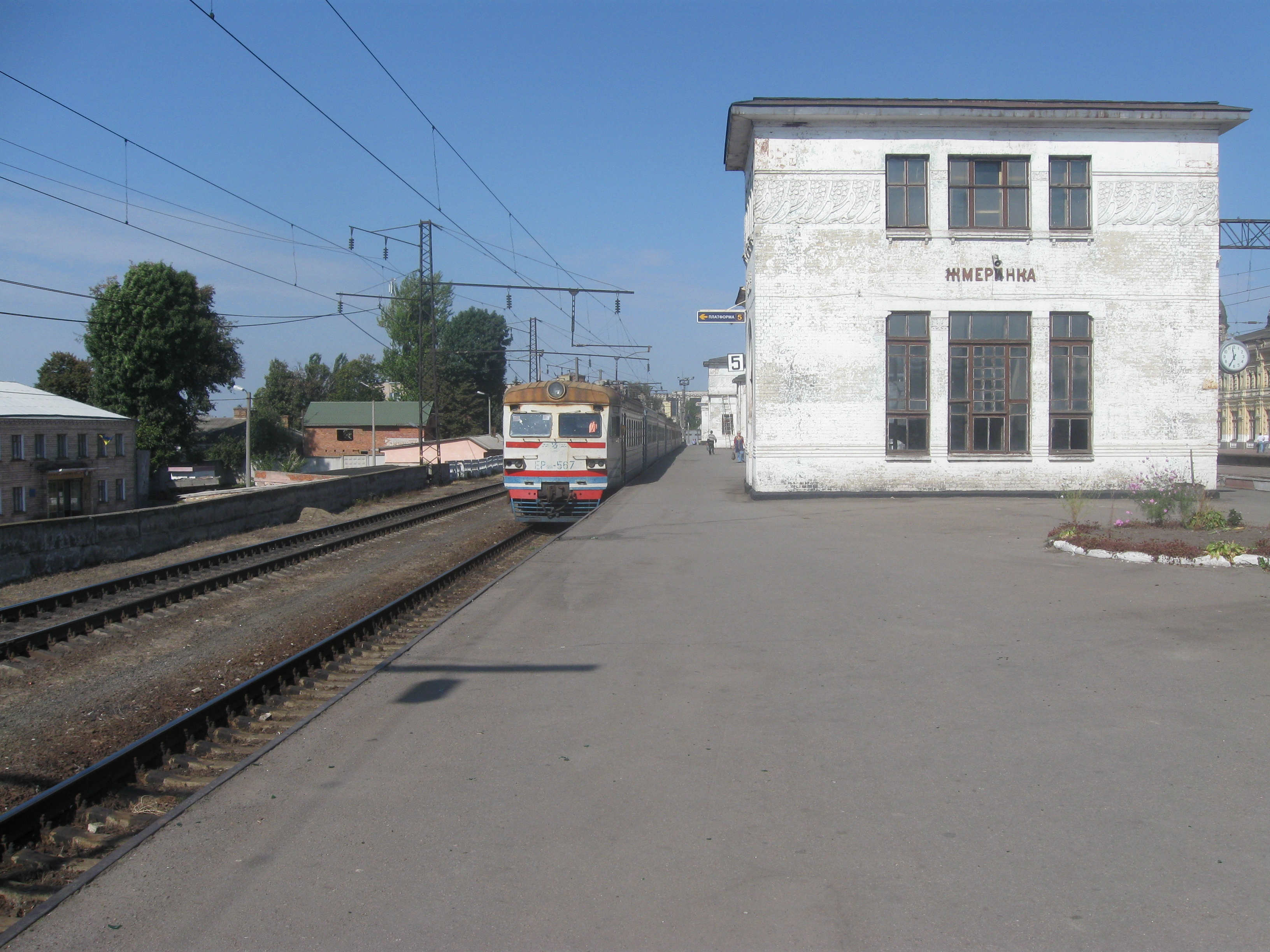
Залізничний вокзал
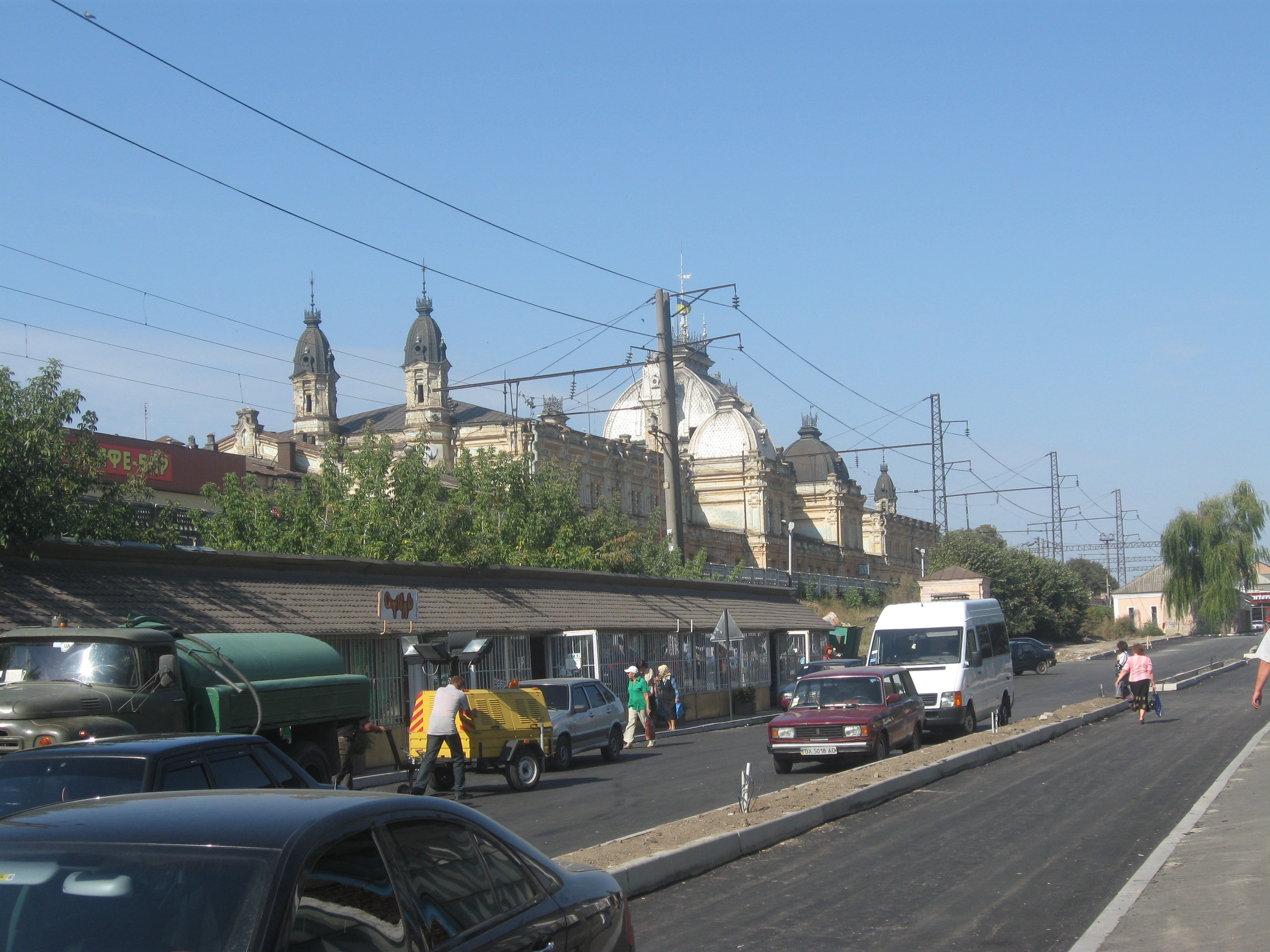
Поблизу Жмеринського залізничного вокзалу
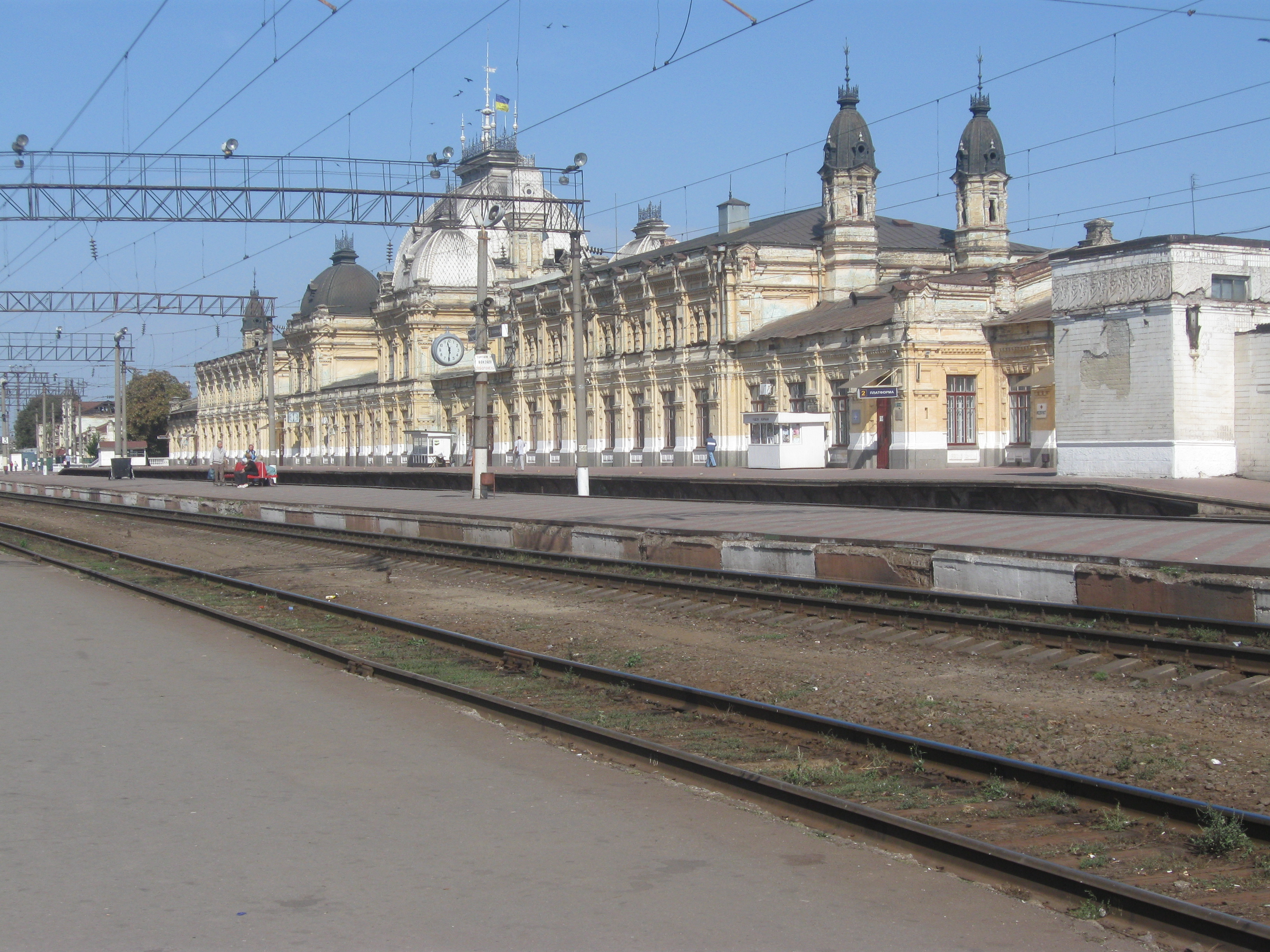
Вигляд на вокзал з колій
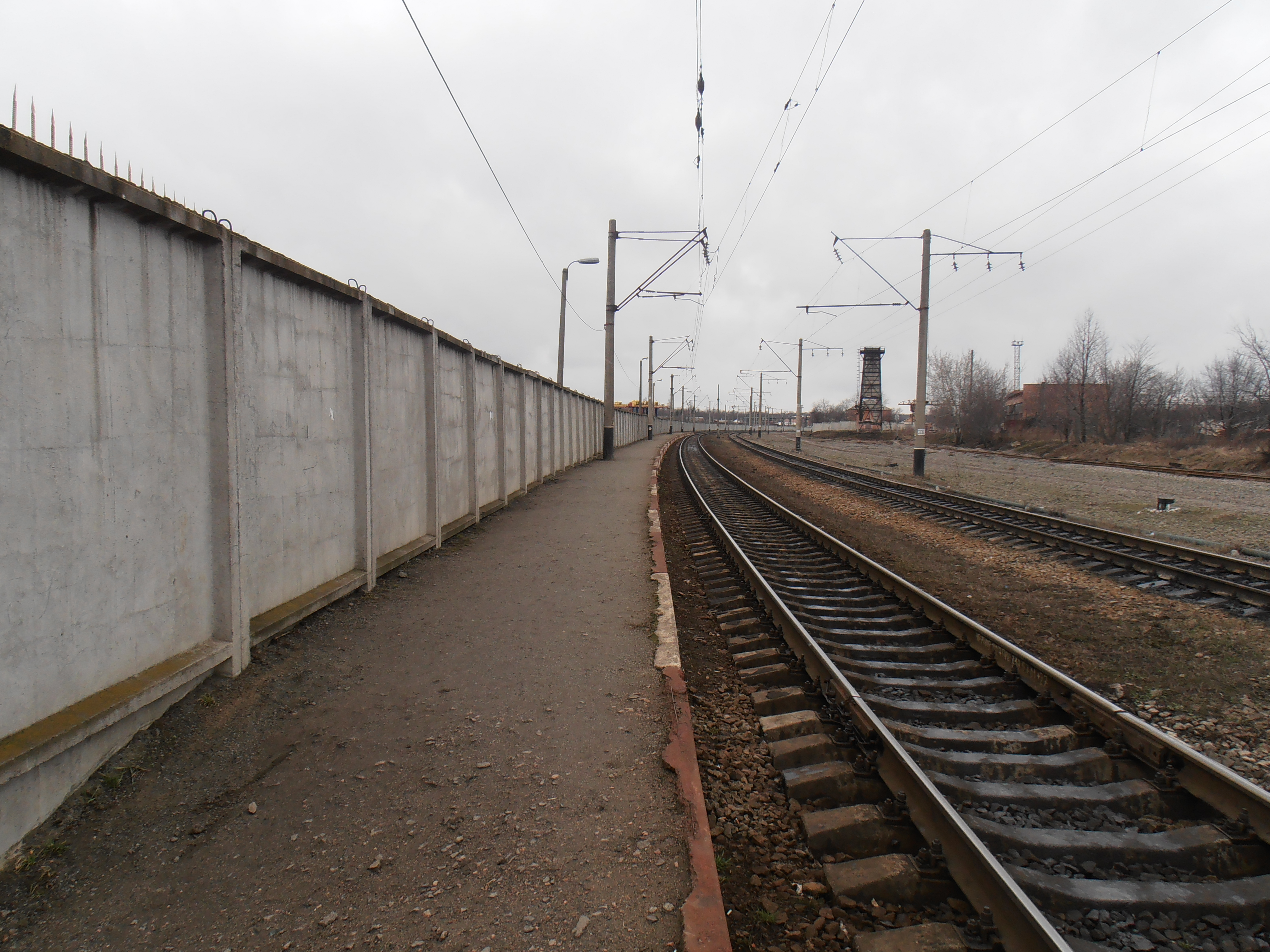
Станція Жмеринка-Подільська
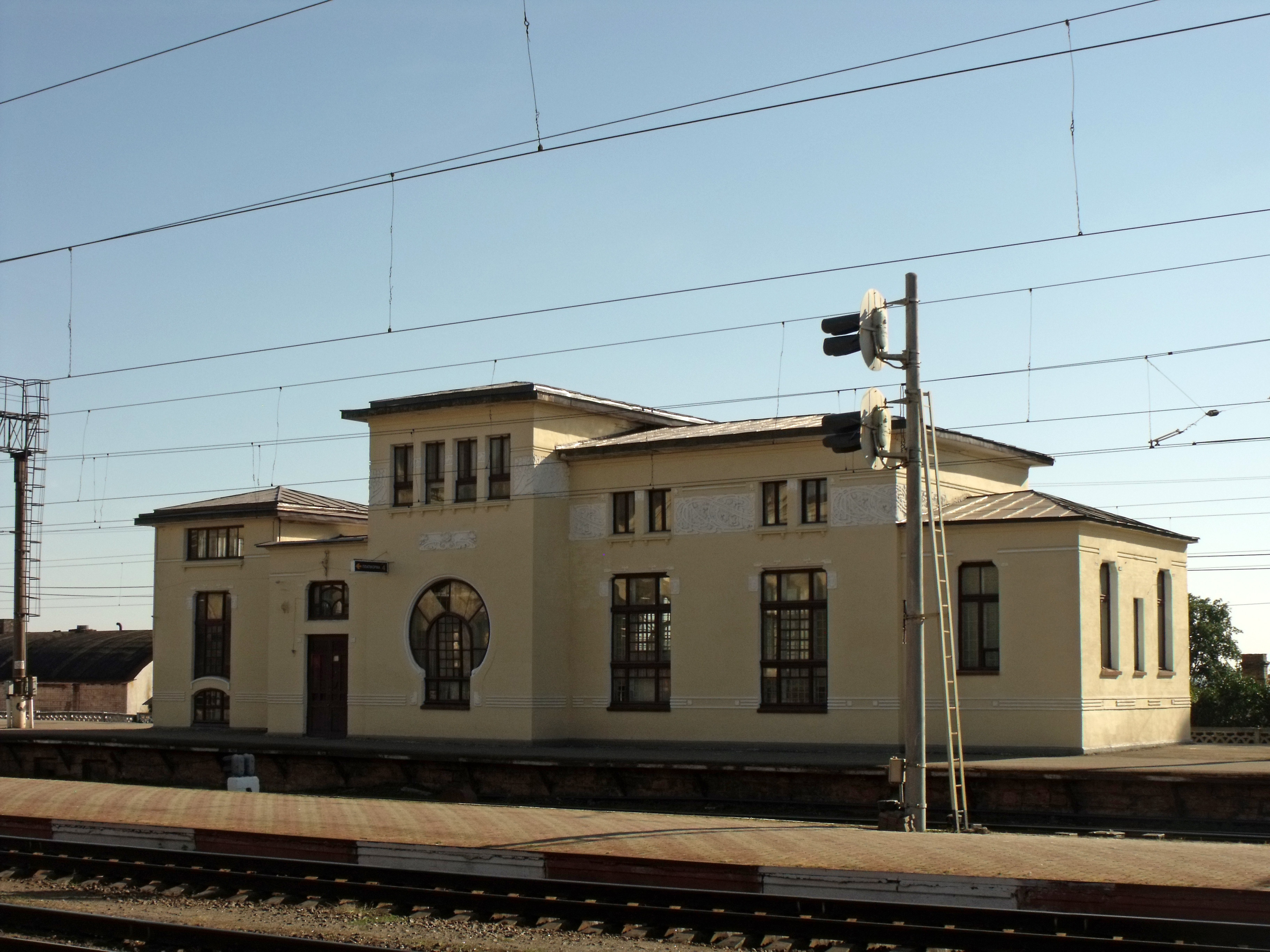
Колишні приміські каси